# 密歇根领地
密歇根领地（英語：Michigan Territory），美国历史上的一个合并建制领土，存续时间为1805年6月30日至1837年1月26日。1837年1月26日，加入联邦，成为密歇根州。